# Zarnata
El castillo de Zarnata (en griego: Καστρο Ζαρνάτας) es un castillo en ruinas en la península de Mani, en el sur de Grecia.

## Historia
Zarnata es mencionado por primera vez en un documento veneciano en 1278, y nuevamente en 1428, entre los territorios de Constantino Paleólogo. Durante las guerras civiles del Despotado de Morea que llevaron a su conquista por el Imperio otomano, Zarnata perteneció a Demetrio Paleólogo, pero fue capturada por su hermano, Tomás. En épocas posteriores, tuvo cierta importancia como sede de un obispado metropolitano y un sitio que jugó un papel en las primeras etapas de la guerra de Morea (1684-1699). Sin embargo, los historiadores datan el castillo en el período comprendido entre los siglos XV y finales del XVII.
Las fuentes venecianas del período durante y después de la guerra de Morea afirman que este (y el vecino Kelefa) fue construido por los turcos para mantener a raya a los maniotas rebeldes; Posiblemente Zarnata fue uno de los tres fuertes construidos para este propósito en 1670 por el gran visir Köprülüzade Fazıl Ahmed Pasha. Aunque los comentaristas venecianos lo consideraron pequeño y de poca importancia, su guarnición otomana resistió con tenacidad en 1685, y en 1701 se contaba entre las fortalezas más importantes del "Reino de Morea" veneciano. Sin embargo, durante la reconquista otomana de Morea en 1715, el castillo fue abandonado sin resistencia.

## Descripción
El castillo está situado en una pequeña colina aislada entre los pueblos modernos de Kampos y Stavropigio, en la parte norte de Mani Occidental, en una ubicación estratégica que controlaba los pasos desde la costa hacia el interior de Mani. Se compone de un pequeño recinto fortificado circular, aparentemente siguiendo los rastros de una fortificación helenística, muy probablemente identificado con la acrópolis de Gerenia. Fiel a su función como puesto fronterizo diseñado para vigilar a una población sometida, no tiene ni foso ni plataformas para cañones de artillería. De hecho, aparte del lado noreste, donde el castillo tiene una posición dominante sobre el valle de Kampos, en los otros lados, está expuesto al fuego desde un terreno elevado cercano. La muralla del circuito, construida con mampostería de piedra irregular mezclada con ladrillo, sobrevive solo hasta una altura limitada, aunque en algunos lugares todavía llega a los 30 pies (9,1 m); Sigue de cerca el terreno y presenta torres circulares y cuadradas. Una gran sección de la muralla, incluidos los cimientos helenísticos, fueron arrancados en la década de 1940, durante las guerras civiles en Grecia, cuando la población de los pueblos vecinos huyó al castillo en busca de seguridad e instaló en su lugar cercos de alambre de púas.
En la cima de la colina se encuentra un complejo de torres residenciales que probablemente data de finales del siglo XVIII, y que sirvió como sede de una de las cuatro capitanías (καπετανάτα) en las que se dividió Mani. Consta de una torre cuadrada de tres pisos de unos 15 metros de altura, varios edificios auxiliares, cisternas, un molino de viento en ruinas y dos iglesias: una dedicada a San Nicolás y otra a la Fuente de la Vida (Zoodochos Pigi).